# Hayden Hackney
Hayden Rhys Hackney (* 26. Juni 2002 in Redcar) ist ein englisch-schottischer Fußballspieler. Er spielt aktuell für den englischen Zweitligisten FC Middlesbrough.

## Karriere

### Verein
Hackney begann seine Fußballkarriere in der Jugend des FC Middlesbrough. Dort unterschrieb er 2019 an seinem 17. Geburtstag seinen ersten Profivertrag. Sein Profidebüt bei Middlesbrough gab Hackney am 9. Januar 2021 in der Startaufstellung bei der 1:2-Niederlage im FA Cup beim FC Brentford. Sein Debüt in der Championship gab er am letzten Spieltag der Saison 2020/21 bei der 0:3-Niederlage gegen die Wycombe Wanderers, als er in der 89. Spielminute für Yannick Bolasie eingewechselt wurde. Kurz darauf unterzeichnete Hackney einen neuen Zweijahresvertrag.
Am 31. August 2021 wurde Hackney bis Januar 2022 an Scunthorpe United in die viertklassige EFL League Two verliehen. Kurz vor Ende der Leihe wurde diese bis zum Saisonende verlängert. Bei der 0:2-Niederlage gegen Exeter City am 27. Spieltag bespuckte Hackney einen Gegenspieler, was vom Schiedsrichter jedoch nicht bemerkt worden war. Daraufhin wurde Hackney vom Verband nachträglich mit einer Sperre von sechs Spielen belegt. Bis zum Saisonende, an dem Scunthorpe als abgeschlagener Tabellenletzter absteigen musste, kam Hackney in 28 Ligaspielen zum Einsatz. 
Nach seiner Rückkehr zu Middlesbrough kam Hackney zu Beginn der Saison 2022/23 zunächst nicht zum Einsatz. Dies änderte sich im Oktober 2022, als Michael Carrick das Traineramt übernahm. Ab diesem Zeitpunkt avancierte Hackney zum Stammspieler. Sein erstes Tor für Middlesbrough als Profi erzielte er am 19. Oktober 2022 beim 4:1-Sieg gegen Wigan Athletic. Bis zum Saisonende verpasste Hackney nur eine einzige Partie am 44. Spieltag. Bereits im Dezember 2022 hatte er einen neuen Vertrag bis Juni 2026 unterzeichnet. Hackney wurde als Middlesbroughs Nachwuchsspieler des Jahres ausgezeichnet und war auch für die Wahl zum Nachwuchsspieler der Meisterschaft nominiert, unterlag jedoch Alex Scott von Bristol City.
Am 28. Juni 2023 unterzeichnete Hackney einen neuen Vertrag bei Middlesbrough, der ihn bis zum Sommer 2027 an den Verein bindet.

### Nationalmannschaft
Hackney vertrat England in der U-15-Auswahl und ist auch für Schottland spielberechtigt, da seine Mutter in Edinburgh geboren wurde. Am 17. November 2022 gab er bei der 1:2-Niederlage gegen Island sein Debüt in der schottischen U21-Nationalmannschaft.
Im September 2023 wurde Hackney erstmals in die englische U21-Nationalmannschaft berufen. Dort debütierte er am 11. September 2023 beim 3:0-Sieg im Qualifikationsspiel zur U-21-Europameisterschaft 2025 gegen Luxemburg.
Nach der erfolgreichen Qualifikation für das Turnier in der Slowakei wurde Hackney von Trainer Lee Carsley in das englische Aufgebot berufen.

## Titel
- U21-Europameister: 2025